# Хоумсли, Калеб
Калеб Хоумсли (англ. Caleb Homesley; род. 27 декабря 1996, Индиан-Трейл, штат Северная Каролина, США) — американский профессиональный баскетболист, играющий на позиции атакующего защитника.

## Карьера
Не став выбранным на драфте НБА 2020 года Хоумсли подписал контракт Exhibit 10 с «Вашингтон Уизардс», но в конце тренировочного лагеря клуб отказался от Калеба.
9 января 2021 года Хоумсли стал игроком «Эри Бэйхокс». В 15 матчах G-Лиги Калеб в среднем набирал 9,3 очка, 4,1 подбора и 2,3 передачи.
15 мая 2021 года Хоумсли подписал многолетний контракт с «Вашингтон Уизардс», но 5 августа клуб отказался от Калеба.
В сентябре 2021 года Хоумсли стал игроком «Гамбург Тауэрс». В Еврокубке Калеб набирал 17,4 очка, 3,5 подбора и 4,3 передачи  в среднем за игру. По итогам турнира Хоумсли был включён во вторую символическую пятёрку. В чемпионате Германии его статистика составила 16,0 очка, 3,9 подбора и 4,7 передачи.
В июле 2022 года Хоумсли перешёл в «Зенит». В составе команды Калеб стал победителем Суперкубка Единой лиги ВТБ.
В июле 2023 года Хоумсли подписал контракт с «Тофашем». В 2024 г. перешел в клуб «Гран-Канария».

## Достижения
- Обладатель Суперкубка Единой лиги ВТБ: 2022